# Фаетон (птах)
Фаето́н (Phaethon) — рід тропічних пелагічних морських птахів ряду пеліканоподібних (Pelecaniformes), єдиний рід родини фаетонових (Phaethontidae). Включає три види.

## Етимологія
Назва роду походить від Фаетона, сина бога сонця Геліоса в грецькій міфології.

## Поширення
Живуть фаетони на узбережжі океанів в тропічних широтах.

## Опис
Птахи стрункої статури і переважно білого кольору. Внутрішня пара хвостового пір'я у зрілих особин вельми довга, хвіст молодих птахів клиноподібний. На голові і крилах оперення чорного кольору.

## Спосіб життя
Фаетони гніздяться невеликими колоніями на скелястих островах, відкладаючи одне яйце. До їх раціону входять риби і медузи, яких вони дістають упірнаючи у воду з повітря. Поза періодом спаровування живуть у відкритому морі.

## Види
- Фаетон червонодзьобий[2] (P. aethereus)
- Фаетон білохвостий[2] (P. lepturus)
- Фаетон червонохвостий[2] (P. rubricauda)